# Il terrore del Transvaal
Il terrore del Transvaal è il sesto capitolo della Saga di Paperon de' Paperoni, serie a fumetti realizzata dallo statunitense Don Rosa che narra la storia del papero più ricco del mondo.

## Trama
Nel 1886, alla ricerca dell'oro, Paperone giunge nel Transvaal, regione del Sudafrica. Arrivato nei pressi di Kimberley, sulla strada verso Johannesburg, il giovane Paperone soccorre un boero legato al dorso di un bufalo che poi gli spiega di essere rimasto impigliato nelle corde mentre cercava di catturarlo ma tacendo che in realtà i minatori di Kimberley lo hanno legato sul dorso della bestia e l'avevano così allontanato a causa dei suoi continui furti.
Propostosi come guida, Paperone e il boero si dirigono verso Johannesburg. Si accampano nella savana e all'alba Paperone è solo e senza cavallo e viveri. Paperone esplode in un accesso d'ira contro il boero che lo spinge a domare un leone a cavallo del quale entra a Johannesburg. Qui ritrova il suo carro, recupera la sua sei colpi dal baule (prima fugace apparizione del baule dei ricordi paperoniano) e armato entra nel saloon per affrontare il boero, che voleva rivendere i suoi attrezzi, ricoprendolo di pece e piume e poi trascinandolo in galera. Mentre se ne va, Paperone ricorda al boero che non farà strada se continuerà così, ma il boero, il cui nome si scopre essere Cuordipietra Famedoro, gli promette che ne farà di strada e diverrà così grande da mangiarsi i pesci piccoli come lui.
Durante i tre anni successivi (fino al 1889) cerca invano oro vedendosi così costretto ad abbandonare tutto e a ripartire.

## Storia editoriale
Le fonti di ispirazione dell'autore si trovano nelle seguenti storie di Barks: Zio Paperone e la corsa all'oro, Paperino e il torneo monetario, Zio Paperone... Tutto per la concessione.
In Italia è stata edita in La saga di Paperon de' Paperoni (2016).